# Slinky

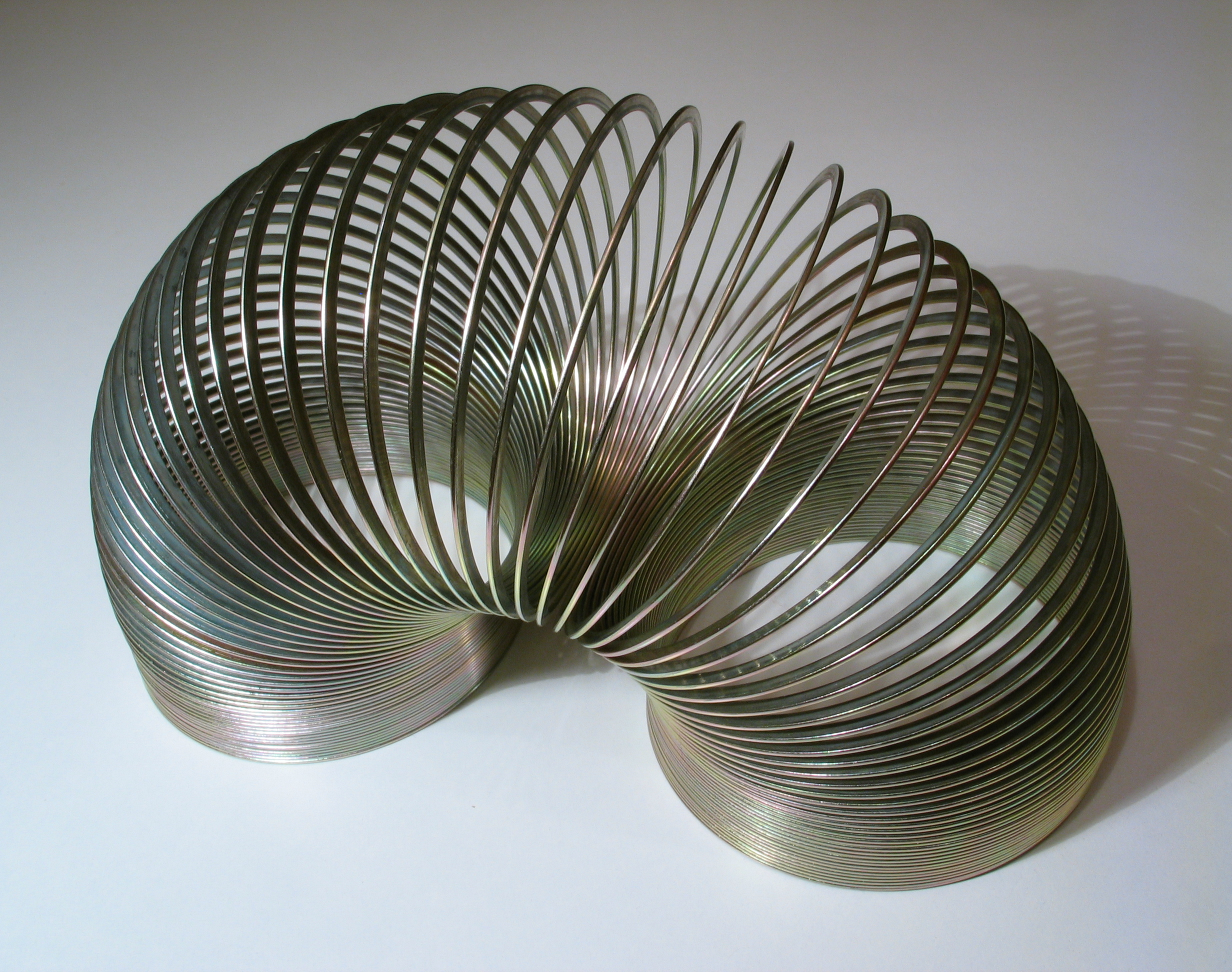

Lò xo dưới ánh sáng màu

Slinky là một đồ chơi có hình thù lò xo, do kỹ sư cơ khí Richard James sáng chế tại Philadelphia, Pennsylvania (Hoa Kỳ). Nhiều cỡ Slinky có sẵn, nhưng ít khi nó lớn hơn nắm tay của người lớn. Nó có hình xoắn ốc đơn giản, hoặc hình cuộn, làm bằng chất bền, mới đầu bằng thép nhưng ngày nay thường là bằng chất dẻo. Slinky nổi tiếng vì có thể "bước" xuống cầu thang do các cuộn căng ra và rút lại trong khi lực hấp dẫn kéo nó xuống mỗi nấc. Slinky được sản xuất bởi James Industries tại Hollidaysburg, Pennsylvania.
Có thể sử dụng một, hai Slinky cùng lúc để xây ăngten phát thanh làn sóng ngắn. Đôi khi nó cũng được những người hoạt động radio không chuyên làm nó thành ăngten truyền thanh. Thường hơn, có thể sử dụng Slinky để giải thích một số hiện tượng vật lý. Chẳng hạn có thể ép lại và thả ra một đầu, có thể làm sóng nén.

## Lịch sử
Slinky  (có nghĩa là "uyển chuyển") được phát minh và phát triển bởi kỹ sư cơ khí hải quân  Richard T. James vào năm 1943 và đã trình diễn tại cửa hàng bách hóa Gimbels ở Philadelphia vào tháng 11 năm 1945. Đồ chơi này đã bán rất chạy, bán toàn bộ hàng  400 chiếc trong 90 phút. Với khoản vay ban đầu 500 USD, James và vợ Betty đã thành lập James Industries tại Clifton Heights, Pennsylvania để sản xuất Slinky và một số đồ chơi liên quan như Slinky Dog (có hình dạng chó) và Suzie, Slinky Worm (sâu). Mỗi chiếc Slinky có chiều cao 21⁄2 inch, và bao gồm 98 vòng thép Thụy Điển màu xanh đen cao cấp.
Năm 1960, vợ của James, Betty trở thành chủ tịch của James Industries, và, năm 1964, chuyển hoạt động trở lại Hollidaysburg, Pennsylvania. Năm 1998, Betty James đã bán công ty cho Poof Products, Inc.
Slinky ban đầu có giá 1 đô la, nhưng sau này tăng giá từ từ do giá thép lò xo gia tăng trên khắp tiểu bang Pennsylvania; tuy nhiên, nó vẫn có giá khiêm tốn trong suốt lịch sử của nó do mối quan tâm của Betty James về khả năng chi trả của đồ chơi cho khách hàng nghèo. Năm 1996, giá dao động từ 1,89 đô la đến 2,69 đô la và vào năm 2008, Slinky có giá từ 4 đến 5 đô la và Slinky Dog khoảng 20 đô la. Trong 2 năm đầu tiên, James Industries đã bán 100 triệu Slinky (với giá 1 đô la, tương đương với 6 tỷ đô la, được điều chỉnh theo lạm phát, trong tổng doanh thu trong 5 năm đó). Năm 1995, Betty James đã giải thích thành công của món đồ chơi với Associated Press bằng cách nói: "Đó là vì sự đơn giản của nó".
Slinky cũng đã được sử dụng khác hơn là một món đồ chơi; nó đã xuất hiện trong lớp học như một công cụ giảng dạy, trong thời chiến như một ăng-ten radio và trong các thí nghiệm vật lý với NASA. Slinky được giới thiệu vào Đại sảnh đồ chơi quốc gia (National Toy Hall of Fame) của The Strong (là một tổ chức giáo dục dựa trên bộ sưu tập, tương tác) ở Rochester, New York năm 2000. Năm 2003, Slinky được nêu tên trong "Danh sách thế kỷ đồ chơi" (Century of Toys List) của Hiệp hội đồ chơi Toy Industry Association. Trong 60 năm đầu tiên cho đến năm 2005,  Slinky đã bán được 300 triệu chiếc.